# Конопницкая, Мария
Мари́я Юзефовна Конопни́цкая (пол. Maria Konopnicka; 23 мая 1842, Сувалки — 8 октября 1910, Львов) — польская писательница; поэт, новеллистка, литературный критик и публицист, автор произведений для детей и юношества.
Мария Конопницкая была одним из самых издаваемых в Польше авторов художественной литературы в 1944—2004 годах: в этот период было выпущено 477 изданий её произведений общим тиражом 26,226 млн экземпляров. По общему тиражу её произведений за этот период Конопницкая уступала лишь Генрику Сенкевичу и Яну Бжехве.

## Биография
Урождённая Василовская. Рано осиротела.

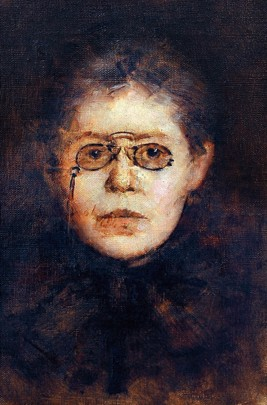
Портрет Марии Конопницкой (1902). Автор: Мария Дулембянка
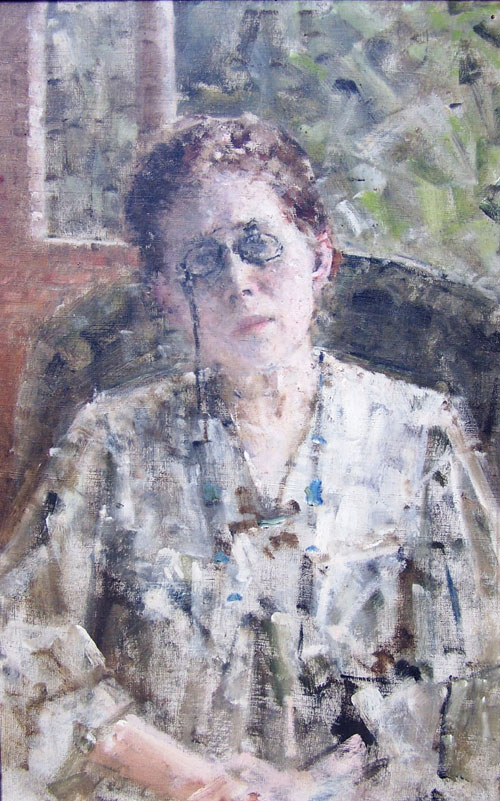
Мария Конопницкая (1910). Автор: Мария Дулембянка

Получила домашнее образование.
В 1862 году вышла замуж за Ярослава Конопницкого и жила в имении мужа Бронув. Семья была причастна к восстанию 1863 года, младший брат Конопницкой — 20-летний Ян Василовский служил в отряде Людвика Мерославского и был убит в бою под Кшивосондзем. Опасаясь преследований, сами Конопницкие выехали в Германию. В Бронув вернулись в 1865 году после объявления амнистии для семей и родственников участников восстания. В 1872 году Конопницкий был вынужден продать Бронув и переехать с женой и шестью детьми в фольварк Гусин.
В 1877 году Мария Конопницкая переехала с детьми в Варшаву. Зарабатывала частными уроками и литературным трудом. С 1890 году подолгу жила за границей в связи с болезнью одной из дочерей. В 1902 году по случаю 25-летия творческой деятельности получила в дар от нации небольшое имение в Жарновце близ Кросна в Галиции и там поселилась.
Умерла в санатории во Львове и похоронена на львовском Лычаковском кладбище.

## Творчество

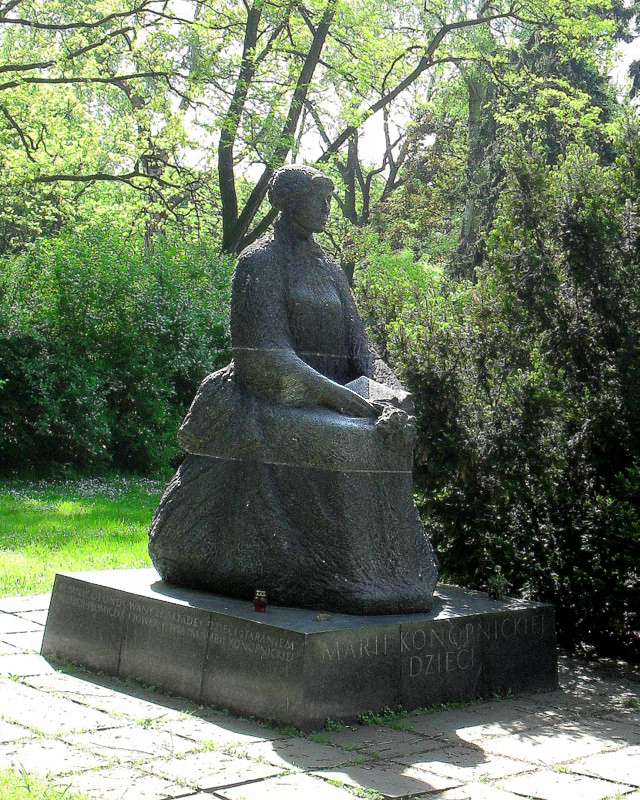
Варшава, памятник Марии Конопницкой

Памятник Марии Конопницкой (Гданьск)

Дебютировала в печати стихотворением «W zimowy poranek» («Зимним утром», 1870). В 1876 году начала публиковать цикл стихов «W górach» («В горах») в журнале «Tygodnik Ilustrowany». Цикл принёс Конопницкой известность, его высоко оценил Генрик Сенкевич. Основная тема творчества Конопницкой — жизнь деревенской и городской бедноты, проповедь служения народу — звучит уже в первой её книге стихов «Поэзия» (т. 1, 1881). На фольклорных мотивах и поэтике основаны стихи сборника «Поэзия» (т. 2, 1883; т. 3, 1886). В поэзии Конопницкой 1890-х годов усиливаются патриотические мотивы и тема тоски по родине. (сборники стихов «Поэзия», т. 4, 1896; «Линии и звуки», 1897).
В эпической поэме «Pan Balcer w Brazylii» («Пан Бальцер в Бразилии», 1892—1906, полное издание 1910), повествующей о судьбах польских крестьян-эмигрантов, придала эмигрантским скитаниям символическое значение мученического пути народа, обретающего в страданиях и борьбе отчизну.

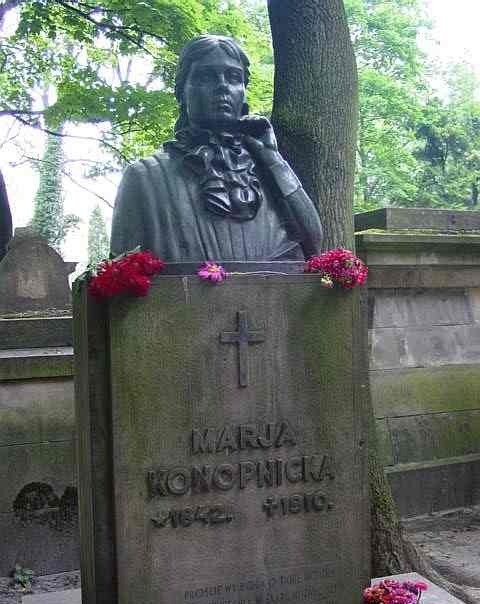
Надгробный памятник на кладбище во Львове

К жизни крестьянства, позднее также и городского пролетариата, к истории польского национально-освободительного движения обращалась в своей новеллистике. Первые прозаические опыты относятся к 1882 году. Вначале следовала Болеславу Прусу, Генрику Сенкевичу, Элизе Ожешко. Первый сборник «Cztery nowele» («Четыре новеллы», 1888), за ним последовали сборники рассказов «Moi znajomi» («Мои знакомые», 1890), «Na drodze» («На дороге», 1893), «Nowele» («Новеллы», 1897), «Ludzie i rzeczy» («Люди и вещи», 1898), «Na normandzkim brzegu» («На Нормандском берегу», 1904).
Была автором детских сказок: «O krasnoludkach i sierotce Marysi» («О гномах и сиротке Марысе», 1896).
В 1884—1887 годах редактировала журнал для женщин «Świt». Пользовалась псевдонимами Jan Sawa, Marko, Jan Waręż.
В 1908 году написала патриотическое стихотворение «Клятва» (пол. Rota), которое быстро стало популярным в Польше; до 1918 года оно было гимном польских скаутов и позднее рассматривалось в качестве возможного гимна Польши, а также бывшего гимном Срединной Литвы.

### Статьи о Марии Конопницкой
- Конопницкая, Мария // Энциклопедический словарь Брокгауза и Ефрона : в 86 т. (82 т. и 4 доп.). — СПб., 1890—1907.
- Конопницкая, Мария // Большая советская энциклопедия : [в 66 т.] / гл. ред.  О. Ю. Шмидт. — 1-е изд. — М. : Советская энциклопедия, 1926—1947.

### Сборники и собрания сочинений Марии Конопницкой на русском языке
- Ласточка и другие рассказы / М. Конопницкая; Пер. с пол. В. Высоцкого; С рис. худож. П. Афанасьева. — М.: И. Кнебель, 1910. — 119 с.
- Конопницкая, Мария Юзефовна. Избранное. — М.: Гослитиздат, 1950. — 30 000 экз.
- Конопницкая, Мария. Сочинения. В 4-х т. Пер. с польского. [Вступительная статья М. Рыльского. Примечания Э. Гессен]. — М.: Гослитиздат, 1959. — 25 000 экз.

### Издания отдельных произведений Марии Конопницкой на русском языке
- Конопницкая, Марія. На рынке / Пер. с польского. — Приложение к газете "Приазовскій край", 19 (27 апреля). — Типографія газеты "Приазовскій край", 1903. — С. 79—80.
- Конопницкая, Марія. Ануся / Пер. с польского. — Приазовскій край, 252 (24 октября). — Типографія газеты "Приазовскій край", 1905. — С. 2.
- Конопницкая, Марія. Мои часики / Пер. с польского. — Приазовскій край, 299 (25 декабря). — Типографія газеты "Приазовскій край", 1905. — С. 4.
- Затравленная / М. Конопницкая; С польск. пер. Ю. О. Якубовский. — М.: Посредник, 1906. — 159 с.
- Со взломом / М. Конопницкая; Пер. М. Троповской. — М.: Посредник, 1906. — 32 с.
- Убийца / М. Конопницкая; Пер. М. Троповской. — М.: Посредник, 1910. — 31 с.
- Конопницкая, Мария. О гномах и сиротке Марысе; Пер. Н. Подольской; стихи в переводе А. Исаевой. — Варшава: Наша ксенгарня, 1970. — 224 с.